# Двеста година заједно (књига)
Двеста година заједно (рус. Двести лет вместе) је двотомни историјски есеј Александра Солжењицина. Књига је написана као свеобухватна историја Јевреја у Руском царству, Совјетском Савезу и модерној Русији између 1795. и 1995. године, посебно у погледу ставова власти према Јеврејима.
Солжењицин је објавио ово двотомно дело о историји руско-јеврејских односа 2001. и 2002. године. Књига је изазвала контроверзе, а многи историчари су је критиковали као непоуздану у чињеничним подацима и антисемитску. Књига је објављена на француском и немачком језику 2002–2003. Делимичан превод на енглески објављен је у „The Solzhenitsyn Reader“.
Целовит превод на енглески је планиран за објављивање 2024. године; у међувремену, Центар Александра Солжењицина је прокоментарисао да су неовлашћени преводи на енглески на интернету „често лоше и лабаво преведени; и редигују пасусе, и цела поглавља“.

## Резиме
У првом тому, Солжењицин говори о историји Руса и 100.000 Јевреја који су дошли под руску контролу између 1772, након Прве поделе Пољске и Руске револуције 1917. Он тврди да антијеврејски погроми у Руској империји нису били спонзорисани од стране владе, већ спонтани акти насиља, осим за извесну кривицу владе у Пали насељавања. Солжењицин каже да је живот руских Јевреја био тежак, али не тежи од живота руских сељака. Солжењицин каже да су Јевреји који су учествовали у руским револуцијама заправо били отпадници који су се одвојили од духа традиције. Солжењицин одлучно пориче да су Јевреји одговорни за револуције 1905. и 1917. године. На крају деветог поглавља, Солжењицин осуђује „сујеверну веру у историјску моћ завера“ која наводи неке да окриве Јевреје за руске револуције и да игноришу „руске пропусте који су одредили наш тужни историјски пад“.
Солжењицин критикује „скандалозну“ слабост и „неопростиви нерад“ који су спречили руску царску државу да адекватно заштити животе и имовину својих јеврејских поданика. Али он тврди да су погроме готово у сваком случају организовале „одоздо“, а не руске државне власти. Он критикује „непријатна“, „скандалозна“ и „потресна“ ограничења грађанских слобода јеврејских поданика током последњих деценија Руске империје. У том смислу, у десетом поглављу дела он изражава своје дивљење напорима Петра Столипина (премијера Русије од 1906. до 1911.) да елиминише све правне недостатке у животу Јевреја у Русији.
У духу свог есеја из 1974. „Покајање и самоограничење у животу народа“, Солжењицин позива Русе и руске Јевреје да преузму одговорност за „одметнике“ у обе заједнице који су подржавали тоталитарни и терористички режим после 1917. На крају 15. поглавља, он пише да Јевреји морају одговарати за „револуционарне колце“ у својим редовима, као што Руси морају да се покају „за погроме, за... немилосрдне сељаке пиромане, за... помахнитале револуционарне војнике“. Није, додаје, у питању одговарање „пред другим народима, већ пред самим собом, пред својом савешћу, и пред Богом“.
Солжењицин такође спомиње антикомунистички Бели покрет због одобравања насиља над Јеврејима и на тај начин подрива „шта би била главна корист од победе белих” у Руском грађанском рату: „разумна еволуција руске државе”.

## Пријем
Према Зинаиди Гимпелевич, пријем Двеста година заједно био је изузетно негативан. Историчар Јоханан Петровски-Штерн са Универзитета Нортвестерн оповргнуо јеСолжењицинове тврдњи и оптужио га за отворени антисемитизам. С друге стране, историчари као што су Џефри Хоскинг и Роберт Сервис бранили су Солжењицина од негативних критика. Служба је тврдила да је Солжењицин веома далеко од антисемитизма екстремне руске деснице и да се бави овим питањем на умерен и одговоран начин.
Критичари се фокусирају на Солжењициново инсистирање да су Јевреји били подједнако починиоци колико и жртве комунистичке репресије и да и Руси и Јевреји морају да признају свој удео у гресима. Питања у вези са учешћем Јевреја у три револуције била су контроверзна. Василиј Бережков, пензионисани пуковник КГБ- а и историчар тајних служби и НКВД-а (претеча КГБ-а), рекао је да: „Питање етничке припадности није имало никакву важност ни у револуцији ни у причи о НКВД-у. Ово је била социјална револуција и они који су служили у НКВД-у и Чеки служили су идејама друштвених промена. Ако Солжењицин напише да је у НКВД било много Јевреја, то ће појачати страсти антисемитизма, које има дубоке корене у руској историји. Мислим да је боље да о таквом питању сада не расправљамо.“
Солжењицин је изјавио: „Морао сам да сахраним много другова на фронту, али ни једном нисам морао да сахраним Јевреја”. Такође је навео да су Јевреји према свом личном искуству имали много лакши живот у логорима ГУЛАГ-а у којима је био интерниран.

### Рецензија Ричарда Пајпеса
Књигу је историчар Ричард Пајпс са Универзитета Харвард описао као „свесни напор да се покаже емпатија за обе стране“ и ослобађање Јевреја од одговорности за револуцију: „Не, ни на који начин се не може рећи да су Јевреји „направили“ револуцију 1905. или 1917. јер је није направио неки други народ у целини“. Истовремено Пајпс пише да је Солжењицин „превише жељан да ослободи царску Русију за малтретирање њених јеврејских поданика, и да је као последица тога неосетљив на невоље Јевреја“. По мишљењу Ричарда Пајпса, књига ослобађа Солжењицина од мрље антисемитизма, иако мисли да га ауторов национализам спречава да буде потпуно непристрасан и да Солжењицин користи застареле и неадекватне изворе. Пајпс тврди да је Солжењицин пропустио да размотри „отровну атмосферу у којој су Јевреји живели генерацијама у Руском царству (атмосфера која потиче из руских православних и националистичких кругова)“.

### Јоханан Петровски-Штерн критика
Солжењицина је историчар са Северозападног универзитета Јоханан Петровски-Штерн оптужио да је користио непоуздане и изманипулисане бројке док је игнорисао доказе који су неповољни за његову тачку гледишта и, посебно, игнорисање бројних публикација угледних аутора из јеврејске историје. Петровски-Штерн каже да Солжењицин тврди да су Јевреји промовисали алкохолизам међу сељаштвом, преплавили трговину на мало кријумчареном робом и „давили” руску трговачку класу у Москви. Он каже да су Јевреји према Солжењицину људи који не производе производе („непроизводительниј народ“) и одбијају да се баве фабричким радом. Они не воле пољопривреду и не желе да обрађују земљу ни у Русији, ни у Аргентини, ни у Палестини, а аутор за погроме криви понашање Јевреја. Он каже да Солжењицин такође тврди да су Јевреји користили Кабалу да би Русе навели на јерес, заводили Русе рационализмом и модом, да су изазивали секташтво и слабили финансијски систем, да су вршили убиства по наређењу кахалских власти, и вршио непримерен утицај на предреволуционарну власт. Петровски-Штерн резимира своју критику изјавом да је „200 година заједно предодређено да заузме почасно место у канону русофоне антисемитике“.

### Рецензија Семјона Резника
Критичку анализу објавио је руско-амерички историчар Семјон Резник. Солжењицин је, каже Резник, пажљив у свом речнику, великодушан у комплиментима Јеврејима и све време одржава неутралан тон, али истовремено не само да одобрава репресивне мере против Јевреја, већ их оправдава као намењене заштити права Руса као титуларну нацију која је наводно „навелико патила од јеврејске експлоатације, трговања алкохолом, лихварства и кварења традиционалног начина живота“.

### Друге критике
Историчар и демограф Сергеј Максудов назвао је књигу „делом псеудонаучног есејизма“, који проглашава бројне антисемитске стереотипе о Јеврејима као професионалним паразитима, инфилтраторима у руску културу и приказује репресивну политику према Јеврејима као „у интересу Јевреја“. Максудов такође тврди да је Солжењицин био неосетљив према јеврејским страдањима током погрома уопште, а посебно погрома у Кишињеву, а такође оптужује Солжењицина да негира многе добро документоване злочине.
Џон Клијер, историчар са Универзитетског колеџа у Лондону, описује оптужбе за антисемитизам као „погрешне“, али истовремено пише да је Солжењицин у свом извештају о погромима с почетка 20. века далеко више забринут за ослобађање доброг имена руски народ него што је он са страдањем Јевреја, и прихвата канадере царске владе која за погроме окривљује провокације самих Јевреја.
Детаљну анализа и преглед критичког мишљења о њему објавила је професорка Универзитета Вотерлу Зинаида Гимпелевич. Према Гимпелевичу, критичко мишљење широм света у великој мери се нагиње против Солжењицина.
Григориј Бакланов, руски романописац, у својој критичкој студији описао је две стотине година као „безвредне као историјска наука“. Бакланов, и сам ветеран из Другог светског рата, фокусира се на Солжењициново инсистирање на наводном ратном кукавичлуку и неспремности Јевреја да се суоче са непријатељем, чему, како каже, супротстављају и статистике о јеврејским жртвама на фронту и велики број Јевреја одликован за храброст у борби.
Историчар књижевности Леонид Кацис оптужује Солжењицина за бројне манипулисане и селективне цитате у првом тому књиге, што нарушава њену веродостојност. Историчарка културе и компаратисткиња Елиса Криза разматра књигу у чланку о антисемитизму у Солжењициновим делима и објашњава како Солжењицинове оптужбе према јеврејском народу као групи и његов третман руских Јевреја као „страних“, упркос томе што је био у Русији две стотине година, сведоче о антисемитској реторици у књизи.
Историчари Лејбелман, Левинскаја и Абрамов тврде да је Солжењицин некритички користио списе антисемитског псеудоисторичара Андреја Дикија за своје надуване статистичке податке о учешћу Јевреја у раној совјетској влади и њеном безбедносном апарату.
Марк Дојч, у дводелној рецензији под насловом „Бесстижиј классик“ („Бесстижиј классик“), наводи бројне недостатке, који проистичу, по његовом мишљењу, из пристрасног излагања, игнорисања добро познатих извора, само- противречности и чињеничне грешке.